# Boreava aptera
Boreava aptera är en korsblommig växtart som beskrevs av Pierre Edmond Boissier och Theodor Heinrich von Heldreich. Boreava aptera ingår i släktet boreavior, och familjen korsblommiga växter. Inga underarter finns listade i Catalogue of Life.